# Alain Gandolfi
Pour les articles homonymes, voir Gandolfi.
 (septembre 2024).
La mise en forme du texte ne suit pas les recommandations de Wikipédia : il faut le « wikifier ».
Les points d'amélioration suivants sont les cas les plus fréquents :
- Les titres sont pré-formatés par le logiciel. Ils ne sont ni en capitales, ni en gras.
- Le texte ne doit pas être écrit en capitales (les noms de famille non plus), ni en gras, ni en italique, ni en « petit »…
- Le gras n'est utilisé que pour surligner le titre de l'article dans l'introduction, une seule fois.
- L'italique est rarement utilisé : mots en langue étrangère, titres d'œuvres, noms de bateaux, etc.
- Les citations ne sont pas en italique mais en corps de texte normal. Elles sont entourées par des guillemets français : « et ».
- Les listes à puces sont à éviter, des paragraphes rédigés étant largement préférés. Les tableaux sont à réserver à la présentation de données structurées (résultats, etc.).
- Les appels de note de bas de page (petits chiffres en exposant, introduits par l'outil «  Source ») sont à placer entre la fin de phrase et le point final[comme ça].
- Les liens internes (vers d'autres articles de Wikipédia) sont à choisir avec parcimonie. Créez des liens vers des articles approfondissant le sujet. Les termes génériques sans rapport avec le sujet sont à éviter, ainsi que les répétitions de liens vers un même terme.
- Les liens externes sont à placer uniquement dans une section « Liens externes », à la fin de l'article. Ces liens sont à choisir avec parcimonie suivant les règles définies. Si un lien sert de source à l'article, son insertion dans le texte est à faire par les notes de bas de page.
- La présentation des références doit suivre les conventions bibliographiques. Il est recommandé d'utiliser les modèles {{Ouvrage}}, {{Chapitre}}, {{Article}}, {{Lien web}} et/ou {{Bibliographie}}. Le mode d'édition visuel peut mettre en forme automatiquement les références.
- Insérer une infobox (cadre d'informations à droite) n'est pas obligatoire pour parachever la mise en page.

Pour une aide détaillée, merci de consulter Aide:Wikification.
Si vous pensez que ces points ont été résolus, vous pouvez retirer ce bandeau et améliorer la mise en forme d'un autre article.
Alain Gandolfi est un professeur de droit public français né le 27 mars 1927 à Boulogne-Billancourt (Seine) et mort le 19 janvier 2009 à Venelles (Bouches-du-Rhône).

## Biographie
Alain Gandolfi effectue ses études secondaires au lycée Thiers à Marseille en 1940. En raison du contexte de l'époque, il poursuit ensuite sa formation par correspondance. Il obtient son baccalauréat, première partie en 1944, puis la deuxième partie en 1945 .
Après un engagement volontaire, il réalise son service militaire et se prépare à intégrer l'École de l'air. Par la suite, il se prépare également au concours d'entrée de l'École nationale de la France d'outre-mer, où il est admis en 1947. Simultanément, il suit des études de droit à la Faculté de droit de Paris et obtient sa licence en 1949[source secondaire souhaitée].
En 1949, Alain Gandolfi part pour l'Afrique Noire où il exerce diverses fonctions administratives. Il débute au Cameroun, puis au Sénégal. Durant cette période, il obtient plusieurs diplômes de troisième cycle : un D.E.S. de Droit Public, d'Histoire du Droit et de Droit romain, ainsi qu'un D.E.S. de Science Politique. Il soutient une thèse de doctorat en Droit public en 1959[source secondaire souhaitée].
Au Cameroun, Alain Gandolfi occupe plusieurs postes de chef de circonscription, avant de devenir directeur de cabinet du Premier Ministre, Ahmadou Ahidjo. Au Sénégal, il est chef de circonscription en Casamance, puis conseiller technique au Ministère des affaires étrangères à Dakar, auprès du Président Léopold Sédar Senghor[source secondaire souhaitée].
En 1961, il retourne définitivement en France métropolitaine. Il devient maître de conférence en droit public, d'abord à la Faculté de droit de Clermont-Ferrand, puis à Aix-en-Provence. Il mène également plusieurs missions en France, Outre-mer et à l'étranger[source secondaire souhaitée].

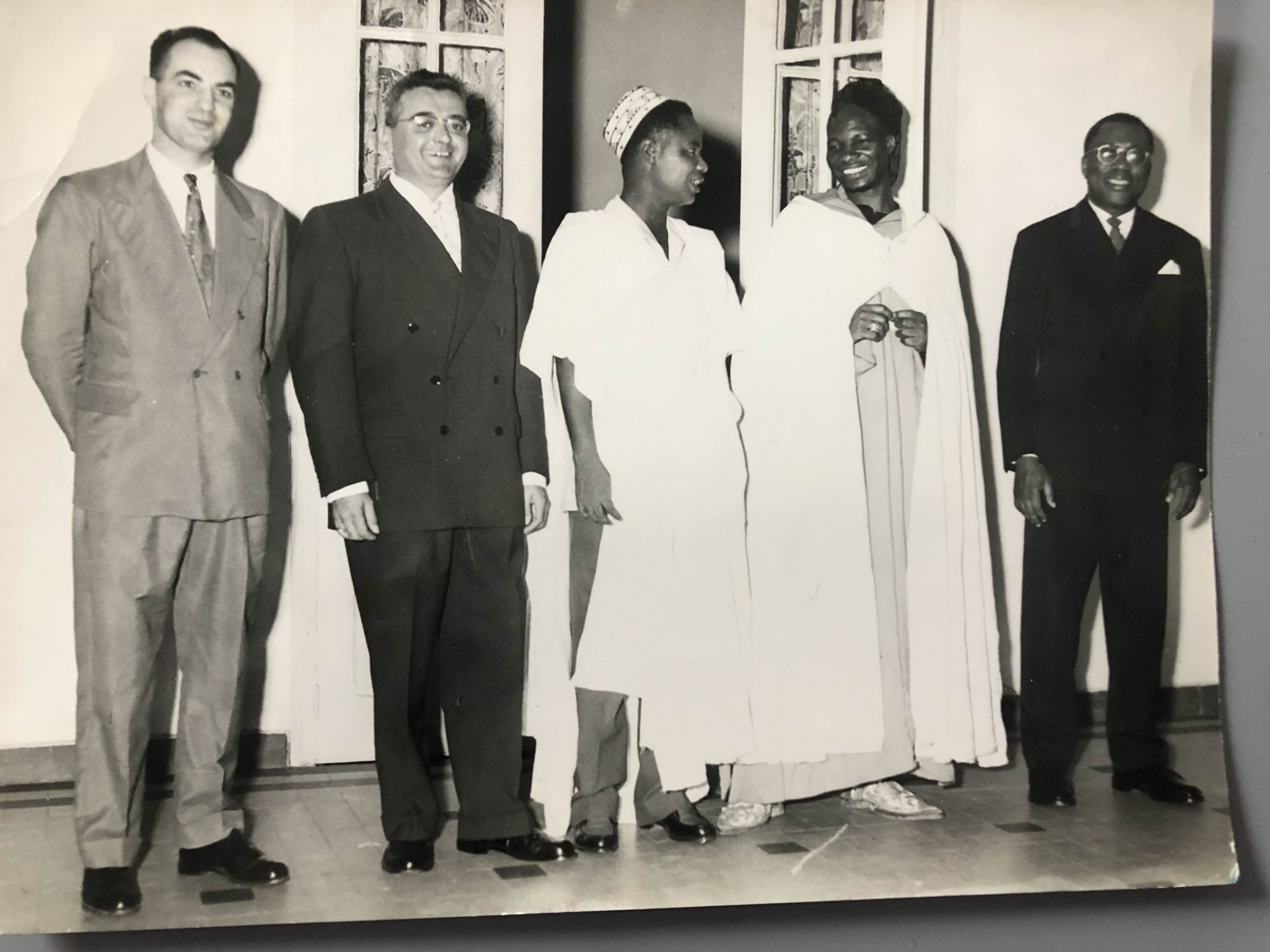
Photo de Alain Gandolfi (tout à gauche) et l'ancien premier ministre camerounais Ahmadou Ahidjo

Alain Gandolfi prend sa retraite en 1992. Il est décoré de l'Ordre des Palmes académiques en 1997 et reçoit l'Insigne de Chevalier de la Légion d'honneur en 2000.

## Distinctions
- 1997 : Ordre des Palmes académiques[2]
- 2000 :  Chevalier de la Légion d'honneur[4].